# まみあな四重奏団
『まみあな四重奏団』（まみあなしじゅうそうだん）は、槇村さとるによる日本の漫画。音楽を題材にしている。続編に「まみあな四重奏団 カノン」がある。舞台は東京都港区麻布の狸穴町（当時）。狸穴坂の上にある家で繰り広げられる物語。

## 概要
小泉四兄妹の末っ子の双子の片方の花梨は、自分が兄達のように才能がないことに疑問を持ち、自分がここの家の子供ではないのではないかと疑いを持つ。一方、長男の有人は、花梨たちが生まれた雪の日、父親が赤ん坊を抱えて帰ったのを目撃していた。花梨とは裏腹に、音楽の才能をおおいに発揮し、15歳にして、名ヴァイオリニストとなった、双子の兄和音。彼のことを特集した雑誌によって、小泉四兄妹は残酷な事実を知ってしまう。

## 登場人物
小泉 楽太郎（こいずみ らくたろう）
小泉四兄妹の父。M響のヴァイオリニスト。15歳から留学していた。物語の途中で盲腸で倒れ、その代理となったのが、和音のデビューのきっかけ。続編では、妻と一緒に演奏旅行中。最後に帰ってくる。
小泉 君子（こいずみ きみこ）
小泉四兄妹の母。元M響のピアニスト。続編では、夫と一緒に演奏旅行中。最後に帰ってくる。
小泉 有人（こいずみ あると）
小泉四兄妹の長男、チェロ。通称あーちゃん。しっかり者の努力家。武蔵音大ではエンタテイメント研究会の活動をしている。続編では、演奏旅行中の母の代わりとして、家事をしている。また、お笑いグループとしての活動も始め、TV出演している。
小泉 拓人（こいずみ たくと）
小泉四兄妹の次男、ヴィオラ。通称拓坊。ヘヴィメタ好きで、続編では仲間とともにアルバムを出している。イワシのアレルギーがあるらしい。服装はいつも派手で、髪が長い。注意されなければ、家でもブーツを履いている。料理は下手。
小泉 和音（こいずみ かずね）
小泉四兄妹の三男、ヴァイオリン。末っ子の双子の兄。ジュニアコンクールで優勝を重ね、武蔵音大付属高校に推薦入学。しかし、父の代理でデビューを果たし、結局NYのジュリアード音楽院へ留学する。実は、大雪の日（花梨の生まれた日）に、庭の花梨の木の下に捨てられていた子供。続編は、彼の帰国によって始まる。
小泉 花梨（こいずみ かりん）
小泉四兄妹の長女、ヴァイオリン。末っ子の双子の妹。自分ではヴァイオリンがとても下手だと思い込んでいるが、周りから見るとなかなか上手い。学科が悪いため、武蔵音大付属高校に補欠合格となるが、結局合格する。続編では、和音に自分がある特別な思いを持っていると気づく。最後に、聖音コンクールで、聖音賞を受賞する。
国立のおばちゃん（くにたちのおばちゃん）
小泉四兄妹のおば。花梨が生まれる時、産婆をした。
国立のおばあちゃん（くにたちのおばあちゃん）
小泉四兄妹の祖母。通称国立の大ばば。花梨が生まれた日、小泉家に来ていて、双子の秘密を知っている。遊びに来た拓人に堂々秘密をばらした。
早乙女 真弓（さおとめ まゆみ）
花梨の中学の時の友達、ピアノ。一時期、和音と恋仲になる。花梨達と同じく、武蔵音大付属高校に進学。続編では眼鏡をかけている。
藤枝 潤子（ふじえだ じゅんこ）
続編のみ登場、チェロ。花梨達と同じ年で学校は行っていない。NYで、和音と同じ教授に習っていた（実は和音の彼女）。ストリートミュージシャンをやっていた花梨と、一時期バンドを組む。花梨とも友達。最後になって、突然現れた拓人に心を引かれる。
古荘（ふるしょう）
花梨の友達、ヴァイオリン。続編のみ登場。武蔵音大付属高校の学生オーケストラのコンマス。花梨に片思いしていたが、帰国後の和音に、さんざんからかわれる。
三平先生（さんぺいせんせい）
武蔵音大付属高校での花梨のヴァイオリン講師。続編のみ登場。聖音コンクールへの出場を花梨に勧める。
明菜（あきな）
有人が出演したTV番組の司会をした芸能人。直接登場はしない（続編のみ）。